# Польпин
Польпин (бел. Польпін) — деревня в Кошелёвском сельсовете Буда-Кошелёвского района Гомельской области Белоруссии.

## География

### Расположение
В 4 км на север от районного центра и железнодорожной станции Буда-Кошелёвская (на линии Жлобин — Гомель), 52 км от Гомеля.

### Гидрография
На западной окраине мелиоративный канал.

## Транспортная сеть
Рядом автодорога Чечерск — Буда-Кошелёво. Планировка состоит из короткой прямолинейной почти меридиональной ориентации улицы, застроенной двусторонне деревянными домами усадебного типа.

## История
Основана в начале 1920-х годов на бывших помещичьих землях переселенцами с соседних деревень. В 1929 году жители деревни вступили в колхоз. В 1959 году в составе совхоза «Шарибовский» (центр — деревня Шарибовка).

## Население

### Численность
- 2004 год — 16 хозяйств, 36 жителей.

### Динамика
- 1959 год — 77 жителей (согласно переписи).
- 2004 год — 16 хозяйств, 36 жителей.